# Pueblo Quieto
Pueblo Quieto är en ort i Mexiko.   Den ligger i kommunen San Juan del Río och delstaten Querétaro Arteaga, i den sydöstra delen av landet, 140 km nordväst om huvudstaden Mexico City. Pueblo Quieto ligger 1 910 meter över havet och antalet invånare är 512.
Terrängen runt Pueblo Quieto är kuperad österut, men västerut är den platt. Runt Pueblo Quieto är det ganska tätbefolkat, med 230 invånare per kvadratkilometer. Närmaste större samhälle är San Juan del Río, 6,9 km söder om Pueblo Quieto. Trakten runt Pueblo Quieto består i huvudsak av gräsmarker.